# フォアマン (小惑星)
フォアマン (11333 Forman) は小惑星帯に位置する小惑星。チェコの天文学者ペトル・プラヴェツとレンカ・シャロウノヴァーが発見した。
チェコスロヴァキア出身の映画監督で、『カッコーの巣の上で』と『アマデウス』でアカデミー賞監督賞を受賞したミロス・フォアマン (Miloš Forman) から命名された。